# Exile on Main St.
Exile on Main St. er et dobbeltalbum udgivet i 1972 af The Rolling Stones. Selvom det dengang blev lunkent modtaget, bliver det i dag betragtet som et af bandets fineste værker og er et af mesterværkerne fra den periode. I 2003 blev dette album kåret som nummer 7. på Rolling Stone liste over de 500 bedste albummer overhovedet. 

## Historie
Exile on Main St. er et album der blev sammensat af tidligere kasserede numre og indspilninger over en periode af fire år fra 1968 til 1972. Om disse tidligere sange sagde Mick Jagger i 2003:” Exile er virkelig en blanding af bider og stykker fra det forrige album, der blev indspillet på ”Olympic Studios”, og som, efter vi var kommet ud af kontrakten med Allen Klein, ikke ville give til ham: sange som ”Shine a Light” og ”Sweet Virginia ” , som de var tvunget til at gøre med sange som ”Brown Sugar” og ” Wild Horses” fra albummet ”Sticky Fingers”. De fleste sange blev indspillet mellem 1969 og 1971 på Olympic Studios, og i Jagger landhus Stargroves i England under indspilningerne til førnævnte album og ”Let It Bleed”.
I foråret 1971 valgte The Stones at forlade deres hjemland England for at undgå, at skulle betale den store skat den britiske regering forventede, at de skulle betale. Efter mange overvejelser besluttede The Stones sig for at bosætte sig i Frankrig, i Villefranche-sur-Mer, nær Nice, hvor guitaristen Keith Richards lejede Villa Nellcôte, som havde været ”Gestapos hovedkvarter under 2. verdenskrig” ifølge Richards, komplet med svastika på gulvet. Det var her The Stones begyndte at arbejde på deres næste album.

### Indspilning på Nellcôte
De tidligste indspilninger begyndte omkring midten af juni. Bassisten Bill Wyman huskede tilbage, at bandet arbejdede hele natten, hver nat, fra otte om eftermiddagen indtil klokken tre den efterfølgende morgen resten af måneden. Wyman sagde på det tidspunkt:”… ikke alle dukkede op hver nat. Dette var, for mig, en af de største frustrationer fra denne periode. På vores tidligere to albummer arbejdede vi godt, og lyttede til produceren Jimmy Miller. På Nellcôte var tingene meget anderledes, og det tog mig lang tid at forstå hvorfor ” . På dette tidspunkt havde Richards udviklet et dagligt forbrug af heroin. Tusindvis af dollars heroin strømmede gennem villaen hver uge på grund af beboerens afhængig, hvor blandt andre også William S. Burroughs, Terry Southern og Gram Parsons opholdt sig. Parsons, der var tidligere medlem af The Byrds og The Flying Burrito Brothers hang ofte ud i studiet under indspilningen af pladen, og han har sandsynligvis haft en vis indflydelse på dens lyd. Modsat stor overbevisning optrådte Parsons dog ikke på albummet, og han blev bedt om at forlade Nellcôte tidligt i juli, 1971, både som følge af hans ubehagelige opførsel, og i et forsøg, af Richards, på at rydde huset for stofmisbruger som resultat af et pres fra det franske politi.
Richards stadig voksende misbrug begyndte at påvirke hans evner til at spille, og tvang dermed ofte bandet til at indspille uden alle medlemmer var til stede. Et bemærkelsesværdigt eksempel var indspilningen af en af Richards bedst kendte sang, "Happy", hvor musikerne udover Richards var Bobby Keys og Jimmy Miller.
Bandet, som optog på Nellcôte, siges at have bestået af Richards, Bobby Keys, Mick Taylor, Charlie Watts, Jimmy Miller (der selv var en bemærkelsesværdig trommeslager, og dækkede den fraværende Watts på "Happy" og "Shine a Light",) og Mick Jagger, når han havde tid. Bill Wyman kunne ikke lide atmosfæren i Richards villa, og undgik så meget som mulig de franske indspilninger. Da Wyman kun optrådte på otte sange af det udgivet album, blev de andre sange enten spillet af Taylor, Richards eller Bill Plummer, der blev krediteret på fire sange. Bill Wyman skrev i sin biografi, Stone Alone, at der var en klar opdeling af bandmedlemmerne der hyppigt benyttede stoffer (Richards, Miller, Keys, Taylor og Andy Johns), og dem der mere eller mindre afholdende sig fra dem (Wyman, Watts og Jagger).

### Indspilning i Los Angeles
De numre der blev påbegyndt (højst sandsynlig kun "Rip This Joint", "Shake Your Hips", "Casino Boogie", "Happy", "Rocks Off", "Turd on the Run", og "Ventilator Blues") i Keith Richards kælder på Nellcôte blev taget med til Sunset Sound Records i Los Angeles, hvor utallige overdub (klaver og keyboard, guitar og bass, samt sang og kor) blev tilføjet gennem indspilninger der varede fra december, 1971, til maj, 1972. Nogle sange som for eksempel "Torn and Frayed" og "Loving Cup" blev optaget helt i Los Angeles. Selvom Jagger (der kort forinden havde giftet sig med Bianca Pérez-Mora Macías) jævnligt udeblev fra Nellcôte  tog han kontrol under anden stadie af indspilningerne som forgik i Los Angeles. Han arrangerede keyboardspilleren Billy Preston og Dr. John, og de bedste af byens korsangere, kom for at indspille. Det endegyldige gospel på sangene "Tumbling Dice”, ”Loving Cup”, ”Let it Loose” og ”Shine a Light” var inspireret af Mick Jagger og Billy Prestons besøg i den lokal evangelistisk kirke.
Den forlængede indspilningsperiode og de forskellige metoder Jagger og Richards brugte afspejlede de stadig voksende forskelligheder i deres privatliv. Under tilblivelsen af dette album havde Jagger giftet sig med sin første kone, Bianca der efterfølgende fødte parrets eneste barn, datteren Jade, i oktober, 1971, mens Richards var solidt placeret sammen med Anita Pallenberg, der begge var stærkt afhængig af heroin, noget som Richards ikke fik bugt med før i slutningen af dette årti. Til trods for hans afhængighed, bliver dette album betragtet som et af hans fineste arbejde. Modsat var Jagger allerede begyndte at udtrykte sin kedsomhed med rock ’n’ roll i forskellige interviewes, da albummet blev udgivet, og han sagde på tidspunktet for udgivelsen:” Dette nye album er totalt sindssygt. Der er så mange forskellige numre. Det er meget rock ’n’ roll, du ved. Jeg ville ikke have at den blev sådanne. Jeg er den mere eksperimenterende type i bandet, jeg elsker at eksperimenterer. Ikke skulle lave den samme ting igen og igen. Siden jeg forlod England, har jeg haft denne her ting jeg gerne ville gøre. Jeg er ikke imod rock ’n’ roll, men jeg vil virkelig gerne eksperimenterer… Det nye album er meget rock ’n’ roll og det er godt. Jeg tror at rock ’n’ roll er begyndt at blive en smule… jeg mener, jeg keder mig med rock ’n’ roll. Gentagelsen. Alle kender deres rødder, men man bliver nødt til at udforske… ” .
Med Richards store afhængighed for heroin begyndte gruppens efterfølgende 1970'er udgivelser – hovedsagelig ledet af Jagger – at eksperimenter med andre musikalske genre, og flyttede sig længere væk fra Exile On Main St. lyden.

## Udgivelsen og efterfølgende
Udgivet i maj, 1972, efter top 10 hittet ”Tumbling Dice”, blev Exile On Main St. en øjeblikkelig succes, hvor den verden over kom på 1. plads, kort før bandet proklameret deres berømte American Tour 1972, deres første amerikanske i tre år, hvor de spillede mange sange fra det nye album. ”Happy”, sunget af Keith Richards, ville blive til et Top 30 hit i USA senere den sommeren.
Selvom kritikere dømte Exile On Main St. til ikke at blive særlig populær på tidspunktet for dens udgivelse, er dens popularitet siden vokset. Om den kritiske og kommercielle reaktion sagde Richards: ”Da pladen (Exile) så kom ud, solgte den ikke særligt godt, og den blev også rakket ned stort set over hele linjen. Men efter et par år begyndte de folk, der ellers havde skrevet at det var noget lort, at udråbe det til det bedste fucking album i verden”.
I 1994 genudgav Virgin Records Exile on Main St..

### Anerkendelse
I 1987 blev den nummer 3. på bladet Rolling Stones liste over de 100 bedste albummer fra perioden 1967 – 1987 . I 1998 kårede Qs læsere Exile on Main St. til en plads 42. på deres liste over de bedste album overhovedet. , mens det samme blade i 2000 placerede albummet som nummer 3. på deres liste over de 100 Greatest British Albums Ever  I 2003 fik albummet en 11. plads på listen Pitchfork Medias lavede over deres Top 100 Albums of the 1970s . VH1 gav albummet en 22. plads på deres liste over de bedste albummer.  Albummet fik en 19. plads på Guitar World liste over deres 100 guitar albums of all time . I 2007 kårede National Association of Recording Merchandisers og Rock and Roll Hall of Fame albummet til en 6. plads på listen “Definitive 200”, en liste over albummer som:” Alle musik elsker burde eje” .

## Spor
- Alle sangene er skrevet af Mick Jagger og Keith Richards udtaget hvor andet er påført.

### Side 1
1. "Rocks Off" – 4:32
  -  Indspillet i L.A. tidligt i 1972.
2. "Rip This Joint" – 2:23
  -  Med Bill Plummer på kontrabas.
3. "Shake Your Hips" (Slim Harpo) – 2:59
  -  Indspilningerne startede i foråret 1970 på Stargroves.
4. "Casino Boogie" – 3:33
  -  Med Richards på el-bas.
5. "Tumbling Dice" – 3:45
  -  Med Jagger på guitar og Mick Taylor på el-bas. Indspilningerne startede på Stargroves, i foråret 1970, under arbejdstitlen "Goodtime Women Blues".

### Side 2
1. "Sweet Virginia" – 4:25
  -  Indspillet i midten af 1970 på Stargroves.
2. "Torn & Frayed" – 4:17
  -  Med Mick Taylor på bas og Al Perkins på pedal steel guitar. Indspillet i LA., tidligt i 1972.
3. "Sweet Black Angel" – 2:54
  -  Med Jimmy Miller på percussion. Indspilningerne startede tidligt i 1970 på Stargroves.
4. "Loving Cup" – 4:23
  -  Indspillet i L.A. tidligt i 1972.

### Side 3
1. "Happy" – 3:04
  -  Med Richards som sanger og på bass, og producer Jimmy Miller på trommer.
2. "Turd on the Run" – 2:37
  -  Med Bill Plummer på kontrabas.
3. "Ventilator Blues" (Jagger, Richards, Mick Taylor) – 3:24
  -  Med Nicky Hopkins på klaver.
4. "I Just Want to See His Face" – 2:52
  -  Med Bill Plummer på kontrabas og Richards på klaver.
5. "Let It Loose" – 5:17
  -  Med blandt andre Dr. John som kor. Indspilningerne startede på Stargroves tidligt i 1970.

### Side 4
1. "All Down the Line" – 3:49
  -  Med Bill Plummer på kontrabas og Bill Wyman på bas. Indspillet på Stargroves i foråret 1970, og på Sunset Sound tidligt i 1972.
2. "Stop Breaking Down" (Robert Johnson) – 4:34
  -  Med Jagger på rytmisk guitar. Indspillet på Stargroves i foråret 1970.
3. "Shine a Light" – 4:14
  -  Med Jimmy Miller på trommer og Billy Preston på orgel. En tidligere version blev indspillet i foråret, 1970, og udgivet i 1970 af Leon Russell som "Get a Line on You" sammen med Mick Jagger, Bill Wyman, Mick Taylor.
4. Soul Survivor" – 3:49
  -  Med Richards på bass. Indspillet i LA tidligt i 1972.

## Musikere
- Mick Jagger – Sang, Kor, Mundharmonika, Guitar
- Keith Richards – Kor, Elektriske Guitar, Guitar, Bass, Sang, Klaver
- Mick Taylor – Elektriske Guitar, Slide Guitar, Guitar, Bass
- Charlie Watts – Trommer
- Bill Wyman – Bass, Kontrabas

### Andre
- Ian Stewart – Klaver
- Mac Rebennack (Dr. John) – Kor, Klaver
- Billy Preston – Klaver, Orgel
- Bill Plummer – Kontrabas
- Nicky Hopkins – Klaver
- Clydie King – Kor
- Jim Price – Trompet, Basun, Orgel
- Bobby Keys – Saxofon, Percussion
- Amyl Nitrate – Marimba
- Al Perkins – Pedal Steel Guitar
- Jerry Kirkland – Kor
- Tammi Lynn – Kor
- Kathi McDonald – Kor
- Jimmy Miller – Trommer, Percussion, Maracas
- Vanetta Field – Kor
- Shirley Goodman – Kor
- Joe Green – Kor

- Glyn Johns – Tekniker
- Andy Johns – Tekniker
- Joe Zaganno – Tekniker
- Jeremy Gee – Tekniker
- Robert Frank – Fotograf
- Norman Seeff – Design
- John Van Hamersveld – Design